# Büro, Büro
Büro, Büro ("Ufficio, ufficio") è una sit-com tedesca ideata da Reinhard Schwabenitzky e Hermann Ebeling e prodotta dalla Bavaria Film dal 1982 al 1989  (ma trasmessa fino al 1993). Tra gli interpreti principali, figurano Ingrid Resch, Joachim Wichmann, Ellen Umlauf, Gert Burkard, Elfi Eschke, Iris Berben, Britta Fischer, Veronica Ferres, ecc.
La serie si compone di 3 stagioni, per un totale di 85 episodi, della durata di 25 minuti ciascuno. Il primo episodio fu trasmesso in prima visione l'8 novembre 1982; l'ultimo, il 15 ottobre 1993.

## Trama
La serie è incentrata sulla vita quotidiana degli impiegati della Lurzer KG, una ditta produttrice di attrezzature per il fitness, a capo della quale c'è il dottor Herbert Brokstedt.
Nella quotidianità della vita di ufficio, si inseriscono piccoli intrighi ed invidie tra colleghi.
Nel corso delle vicende, si assiste alla chiusura della ditta che viene in seguito riaperta con il nome "Lurzer, Harryman & Sell".

## Produzione
L'idea di creare una serie commedia incentrata sulla vita quotidiana in un ufficio, mai realizzata prima in Germania, venne nel 1980 ai produttori della Bavaria Film Manfred F. Vogel e Michael von Mossner e alla direttrice della Deutsches Werbefernsehen Irmhild La Nier-Kuhnt.
6 dei 13 libri delle sceneggiature della prima stagione furono scritti da Wolfgang Körner. La produzione terminò nel 1989.

## Episodi
| Stagione         | Puntate | Prima TV Germania | Prima TV Italia |
| ---------------- | ------- | ----------------- | --------------- |
| Prima stagione   | 39      | 1982              | inedita         |
| Seconda stagione | 26      |                   | inedita         |
| Terza stagione   | 20      |                   | inedita         |

## Musiche
Il tema musicale portante è The Typewriter, composto da Leroy Anderson.